# Семёновское (Новленский сельсовет)
Семёновское — деревня в Вологодском районе Вологодской области.
Входит в состав Новленского сельского поселения, с точки зрения административно-территориального деления — в Новленский сельсовет.
Расстояние по автодороге до районного центра Вологды — 64 км, до центра муниципального образования Новленского — 4 км. Ближайшие населённые пункты — Марьинское, Еремеево, Нестеровское.
По переписи 2002 года население — 4 человека.
В реестр населённых пунктов Вологодской области в 1999 году внесена под названием Семёнковское. Изменение внесено в 2001 году.